# Giacomo Caliendo
Giacomo Caliendo, né le 28 août 1942 à Saviano, dans la province de Naples et mort le 30 mars 2025, est un juriste et un homme politique italien.

## Biographie
Diplômé en droit à l'Université Frédéric-II de Naples, Giacomo Caliendo devient auditeur judiciaire en 1971. Il est nommé substitut du procureur général à Milan en 1989, puis en 2005 substitut du procureur général auprès de la Cour de cassation. 
Élu sénateur le 13 avril 2008 pour Le Peuple de la liberté, il est nommé le 12 mai 2008 secrétaire d'État à la Justice du Gouvernement Silvio Berlusconi IV. En juillet 2010, son nom est cité parmi les participants à la « loge P3 ». Il est mis en examen le 27 juillet 2010 pour la violation de la loi Anselmi sur les sociétés secrètes. Une motion de défiance est présentée à son encontre par l'opposition le 4 août 2010. Le 14 mars 2012, la Cour de Rome absout Caliendo contre les accusations.